# Conognatha apicalis
Conognatha apicalis es una especie de escarabajo del género Conognatha, familia Buprestidae. Fue descrita científicamente por Waterhouse en 1912.